# التمارکیسچ ویسچ
التمارکیسچ ویسچ (به آلمانی: Altmärkische Wische) یک شهر در آلمان است که در زاکسن-آنهالت واقع شده‌است.

## خصوصیات
التمارکیسچ ویسچ ۶۷٫۰۹ کیلومترمربع مساحت دارد ۳۲ متر بالاتر از سطح دریا واقع شده‌است.